# Plymouth Deluxe
Der Plymouth Deluxe war ein großer PKW, den Chrysler unter dem Markennamen Plymouth in den Modelljahren 1933 bis 1942 und 1946 bis 1950 herstellte. Er ersetzte den New Finer Plymouth und war die am besten ausgestattete Baureihe in den Jahren bis 1942. Ab 1941 wurde zusätzlich ein noch besser ausgestatteter Plymouth Special Deluxe angeboten. 1946 war er der erste PKW der Marke nach dem Zweiten Weltkrieg. Cabriolet und Kombi waren nur als Special Deluxe erhältlich. 1951 wurde er vom Dreigestirn Concord, Cambridge und Cranbrook abgelöst.

## Von Jahr zu Jahr

### Model PD (1933)
In diesem Jahr bot Plymouth seinen ersten Sechszylinderwagen an, den Standard (Modell PC). Zusammen mit dem luxuriöser ausgestatteten Modell PD (Deluxe) ersetzte es den New Finer Plymouth des Vorjahres mit nur 4 Zylindern. Er wurde aus dem Dodge-Modell DP entwickelt, auf dessen Fahrgestell mit 2844 mm Radstand ein längerer Aufbau gesetzt wurde.
Neben einer 4-türigen Limousine waren auch verschiedene 2-türige Aufbauten erhältlich. Es gab auch ein Fahrgestell ohne Aufbau für Kunden, die sich einen „Custom“-Aufbau beim Karosserieschneider herstellen lassen wollten.
Angetrieben wurden die neuen Wagen von einem Sechszylinder-Reihenmotor mit seitlich stehenden Ventilen und 3110 cm³ Hubraum, der 70 bhp (51 kW) bei 3600/min leistete. Über eine Einscheibentrockenkupplung und ein 3-Gang-Getriebe mit Mittelschaltung wurde die Motorkraft an die Hinterräder weitergeleitet. Alle vier Räder, die als Drahtspeichen- oder Holzspeichenräder ausgeführt sein konnten, waren hydraulisch gebremst.

### Modell PE (1934)
Im Folgejahr erhielt der Deluxe einen größeren Motor mit 3299 cm³ Hubraum, der 77 bhp (56,6 kW) bei 3600/min abgab. Der Radstand war um 2″ auf 2896 mm gewachsen. Außerdem erhielt er als einer der ersten preisgünstigen Wagen Schraubenfedern an Stelle der Blattfedern. Neu war auch ein 5-türiger Kombi, dessen Laderaum aus einem blechbeplankten Holzgerüst bestand („Woody“).

### Modelle PJ, P2, P4 und P6 (1935–1938)
Das Modell PJ – ein Modellbezeichnung für alle Ausstattungslinien in diesem Jahr – war vollkommen neu konstruiert worden. Der Radstand des neuen X-Rahmens betrug einheitlich 2870 mm. Die Karosserien fielen runder aus und es gab nun auch Limousinen mit separatem Kofferraum, „Touring-Limousinen“ genannt. Die Türen waren nun vorne anstatt hinten angeschlagen. Die Leistung des 3,3-Liter-Motors stieg auf 82 bhp (60 kW).
1936 erschien der Deluxe, Modell P2. Der Wagen war wieder neu konstruiert – Fahrwerk und Blechdicken unterschieden sich grundlegend – sah aber dem Modell PJ des Vorjahres zum Verwechseln ähnlich. So empfanden die Kunden dies nur als Facelift.
Das Model P4 von 1937 hatte einen um 1″ geringeren Radstand (2845 mm), die Aufbauten waren aber länger als im Vorjahr. Die Kühlermaske fiel etwas rundlicher aus und sah mit seinem Mittelsteg den zeitgenössischen BMW-Modellen nicht unähnlich.
1938 erschien das Modell P6, dessen Kotflügel noch weiter nach vorne gezogen waren. Insgesamt machten die Fahrzeuge einen gedrungenen Eindruck, was beim Publikum nicht gut ankam. Ausgerechnet in diesem Jubiläumsjahr (10 Jahre Plymouth) brachen die Verkaufszahlen ein, obwohl das neue Modell nun Sicherheitsglas rundum und im Armaturenbrett aus Sicherheitsgründen versenkte Schalter bot.

### Modell P8 (1939)
Aufgrund des Misserfolges der Vorjahresmodelle war eine Neukonstruktion eigentlich unumgänglich, aber das notwendige Geld fehlte. So modernisierte man die vorhandenen Karosserien, besonders am Vorbau: Die einteilige Windschutzscheibe wurde durch ein geteiltes Exemplar in leichter V-Form ersetzt, die einzeln stehenden Scheinwerfer verschwanden in den vorderen Kotflügeln (bei einigen Modellen erhielten sie eine rechteckige Form) und die Kühlermaske bekam eine moderne schmale Form mit zusätzlichen Gittern im unteren Bereich. Durch diese Maßnahmen wuchs der Radstand wieder auf 2896 mm.
Neben einem Lieferwagen (mit verblechten Seitenfenstern) gab es in diesem Jahr auch das erste Cabriolet der Automobilgeschichte mit elektrisch zu betätigendem Stoffdach. Alternativ Standardmaschine mit 82 bhp gab es auf Wunsch einen Motor mit 86 bhp (63 kW).

### Modelle P10, P11, P11D und P12 (1940–1941)
In diesem Jahr gab es endlich die dringend notwendige neue Karosserie, die die anderen Marken im Chrysler-Konzern schon im Vorjahr bekommen hatten. Der Radstand des Modells P10 betrug nun 2972 mm. Da der Motor nach vorne wanderte und die Hinterachse nach hinten, nahm der Fahrgastraum deutlich an Volumen zu. Alle Modelle wurden nun auch mit einer Heizung bzw. Lüftung ausgestattet. Trotz der komplett neuen Karosserien sahen die Wagen den Vorjahresmodellen nicht unähnlich; lediglich die Kühlermaske erhielt Chromstreifen. Die Leistungen der beiden Motoren stiegen auf 84 bhp (62 kW) und 87 bhp (64 kW).
Die 1941er-Modelle sahen den Vorjahresmodellen recht ähnlich, konnten aber mit wesentlichen Änderungen aufwarten: Die geteilte, in der Mitte angeschlagene Motorhaube des Vorjahres machte einer hinten angeschlagenen „Alligatorhaube“ Platz. Die darunter montierten Motoren leisteten nun 87 bhp (64 kW), bzw. 92 bhp (68 kW). Neben den normalen Deluxe-Modellen P11 und P11D wurden auch die noch besser ausgestatteten Special Deluxe-Modelle P12 angeboten. Sie hatten Zweifarbenlackierung und die „Woody“-Kombis konnten nach Kundenwunsch in zwei verschiedenen Holzschattierungen bestellt werden (das Holz kam dabei allerdings in jedem Falle von der Esche). Cabriolet und Kombi waren nur als Special Deluxe erhältlich.

### Modelle P14S, P14C und P15 (1942, 1946–1948)
Die 1942er-Modelle erschienen Mitte 1941 und die Produktion endete kriegsbedingt schon Ende Januar 1942. Gegenüber den Vorjahresmodellen war der Kühlergrill flacher und breiter geworden und die seitlichen Trittbretter waren weggefallen. Auch der alte X-Rahmen wurde aufs Altenteil geschickt. Deluxe- (P14S) und Special Deluxe-Modelle (P14C) waren nun die einzigen von Plymouth angebotenen PKWs. Gerade bei den Deluxe-Modellen wurde mit Chrom gespart; einige Fahrzeuge hatten sogar lackierte Chromteile und Tarnlackierung. Es gab nun wieder nur einen Motor, der allerdings aus 3569 cm³ Hubraum ganze 95 bhp (70 kW) schöpfte.
1946 nahm man mit genau diesen Modellen die PKW-Produktion mit geringen Veränderungen wieder auf. Kühlergrill und vorderer Stoßfänger waren etwas anders. Auch 1947 baute man die P15-Modelle ohne Veränderung weiter. Einzige Änderung 1948 war der Wechsel von 16″-Rädern zu 15″-Rädern. Im März 1949 wurden diese Modelle eingestellt.

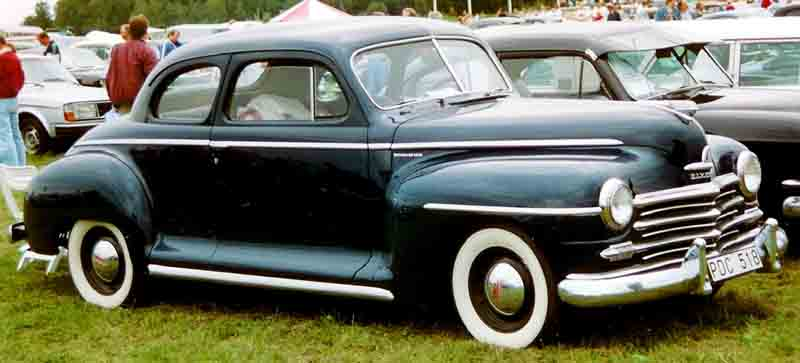
Plymouth Deluxe Limousine 2 Türen (1948)

### Modelle P17, P18, P19 und P20 (1949–1950)
Ab April 1949 gab es vom Deluxe eine Version mit kurzem Radstand. Stilistisch glichen die neuen Modelle denen des Vorjahres, der Radstand des P17 betrug aber nur 2819 mm. Dementsprechend gab es nur 2-türige Aufbauten. Daneben gab es weiterhin den Deluxe auf Normalchassis (Modell P18) mit nun 3010 mm Radstand mit 2-, 4- und 5-türigen Karosserien. Den Special Deluxe gab es nur auf dem Normalchassis. Die Leistung des 3,6-Liter-Motors war auf 97 bhp (71 kW) gestiegen.
Alle drei Modellreihen wurden als P19 bzw. P20 in das Modelljahr 1950 mit minimalen Änderungen übernommen. Am 12. Januar 1951 wurden sie von Nachfolgemodellen Concord, Cambridge und Cranbrook abgelöst.